# Lithospermum subsetosum
Lithospermum subsetosum är en strävbladig växtart som först beskrevs av Kenneth Kent Mackenzie och Bush, och fick sitt nu gällande namn av Weakley. Lithospermum subsetosum ingår i släktet stenfrön, och familjen strävbladiga växter. Inga underarter finns listade i Catalogue of Life.